# Féchain
Féchain est une commune française située dans le département du Nord (59) en région Hauts-de-France.

## Géographie

### Localisation

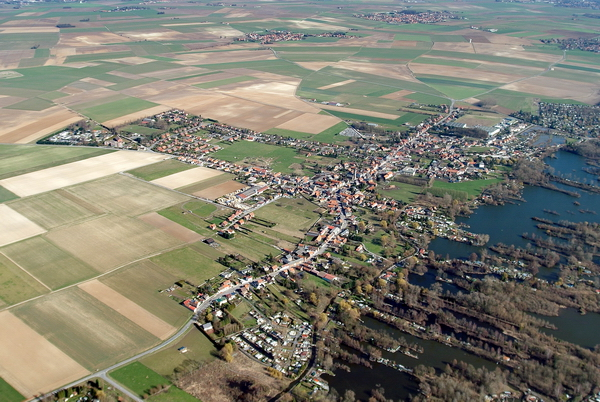
Féchain.

La commune est située à 15 kilomètres au sud-est de Douai et à 10 kilomètres au nord de Cambrai.
Un net contraste paysager la caractérise. En effet, elle est située au contact de la vallée de la Sensée, formant une dépression au sud, et du plateau agricole de l'Ostrevent au nord, dont l'altitude s'élève jusqu'à 71 mètres.
La vallée de la Sensée représente une coupure naturelle au sud du territoire communal. Cette dernière, présentant un fond de vallée très large et très humide, est très verdoyante : marécageuse, succession de bois et d'étangs (pour la plupart issus de l'extraction de la tourbe) dans laquelle le cours du canal se perd.

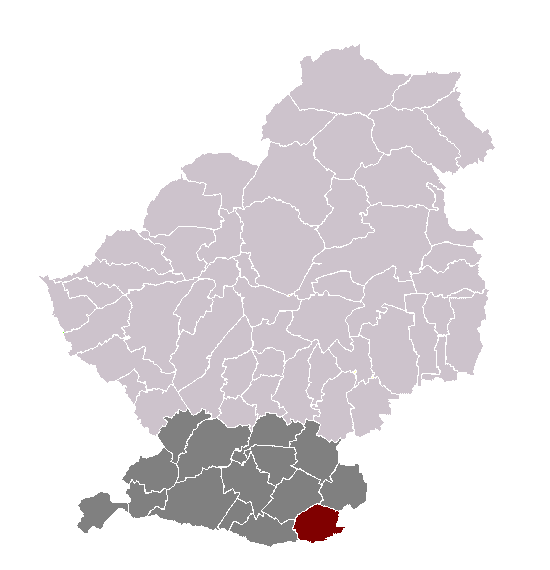
Féchain dans son canton et son arrondissement.

### Communes limitrophes

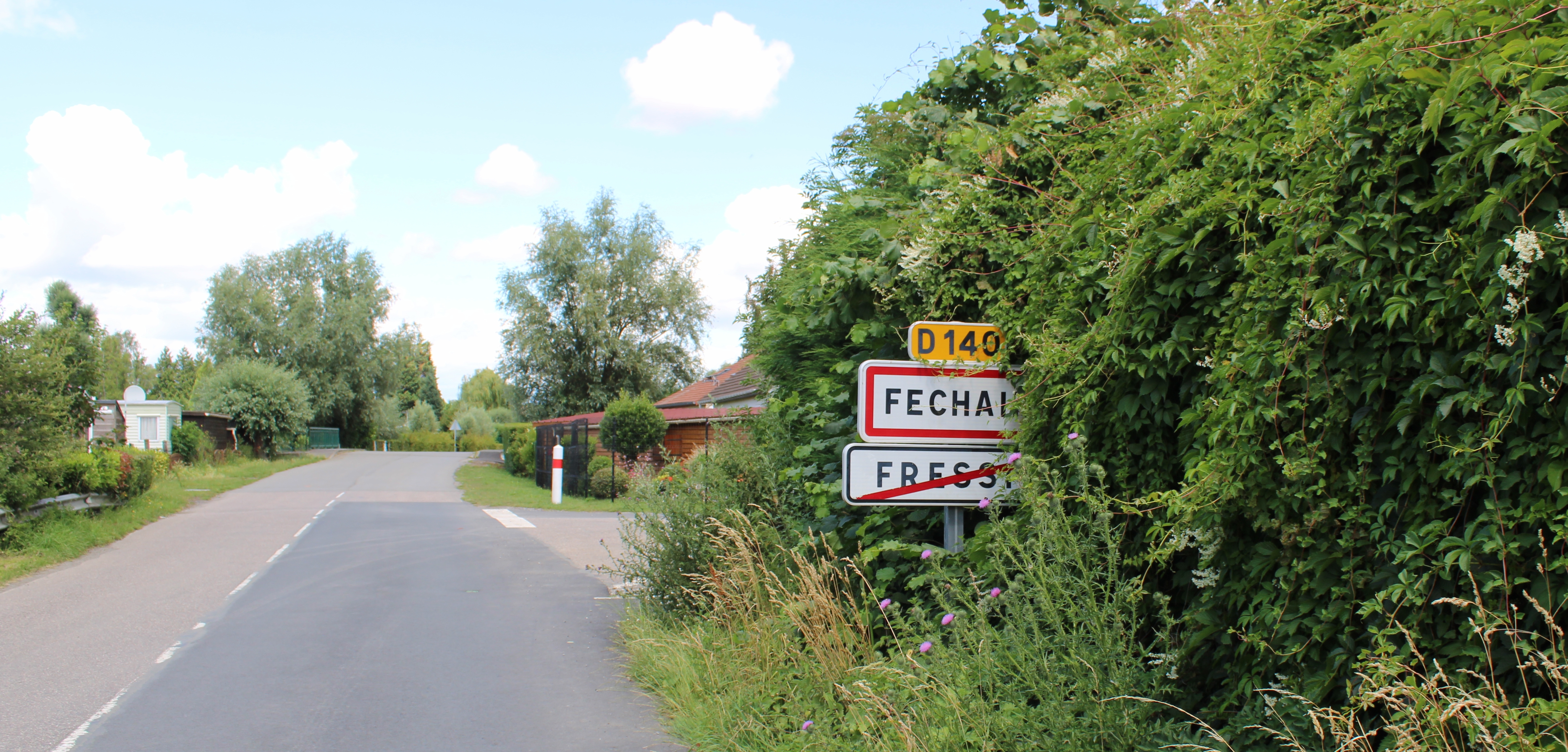
Entrée de la commune.

| Fressain       |             | Marcq-en-Ostrevent |
| Aubigny-au-Bac | Féchain     | Wasnes-au-Bac      |
| Fressies       | Hem-Lenglet |                    |

### Géologie et relief
La superficie de la commune est de 514 hectares ; son altitude varie de 31  à   71 mètres.

### Hydrographie

#### Réseau hydrographique
La commune est située dans le bassin Artois-Picardie. Elle est drainée par la rivière Sensée,.
La Sensée traversé la commune d'est en ouest. D'une longueur de 20 km, elleprend sa source dans la commune de Arleux et se jette  dans l'Escaut canalisée à Bouchain, après avoir traversé douze communes.
Dans les années 1900, cet endroit est devenu un lieu de promenades et aujourd'hui, c'est un site de loisirs avec ses nombreuses résidences seconraires.

Activités dans les étangs de Fléchain dans les années 1900
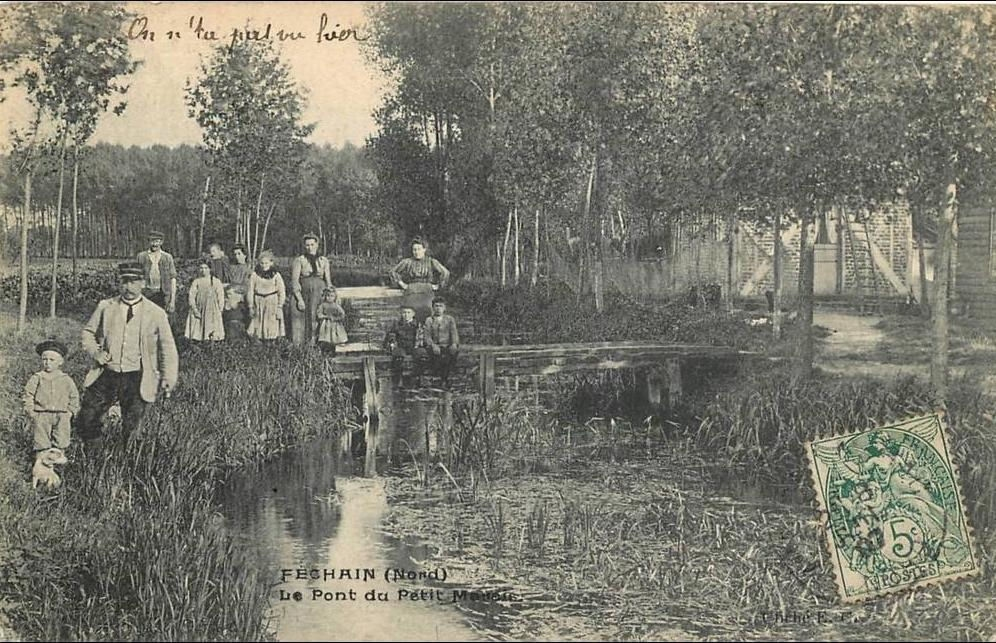
centre
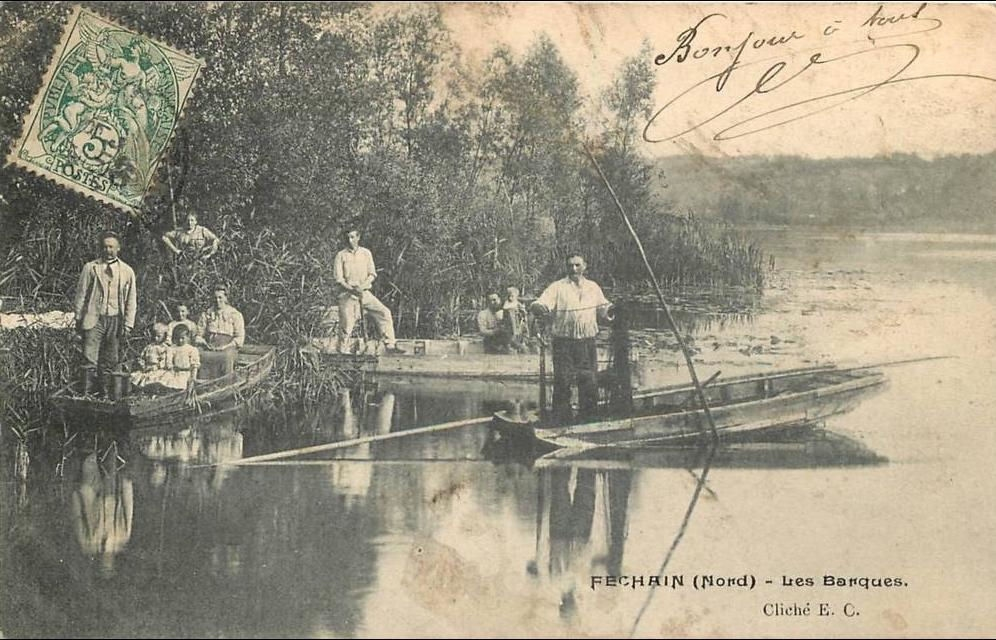
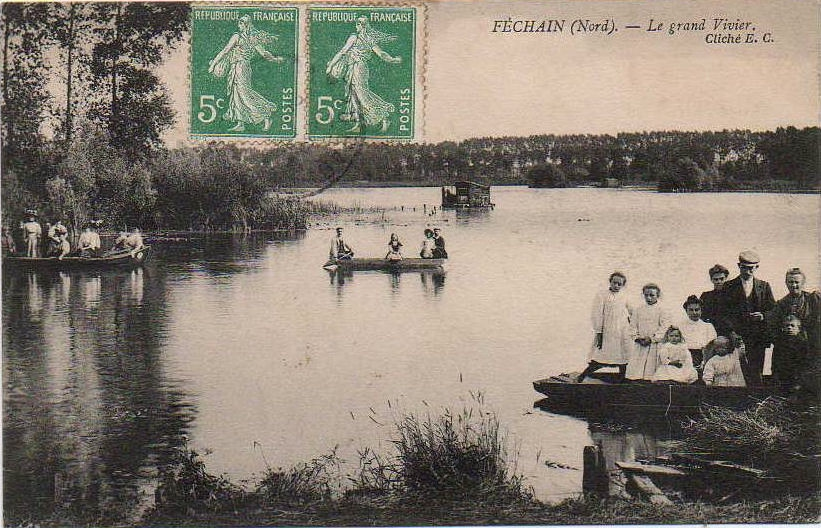

Quatre plans d'eau complètent le réseau hydrographique : le marais du Bac, d'une superficie totale de 3,8 ha (0 ha sur la commune), les Grands Clairs, d'une superficie totale de 9,4 ha (1,2 ha sur la commune), les Hollandes, d'une superficie totale de 1,9 ha (1,9 ha sur la commune) et les l'anciennes Tourbières (16,8 ha),.

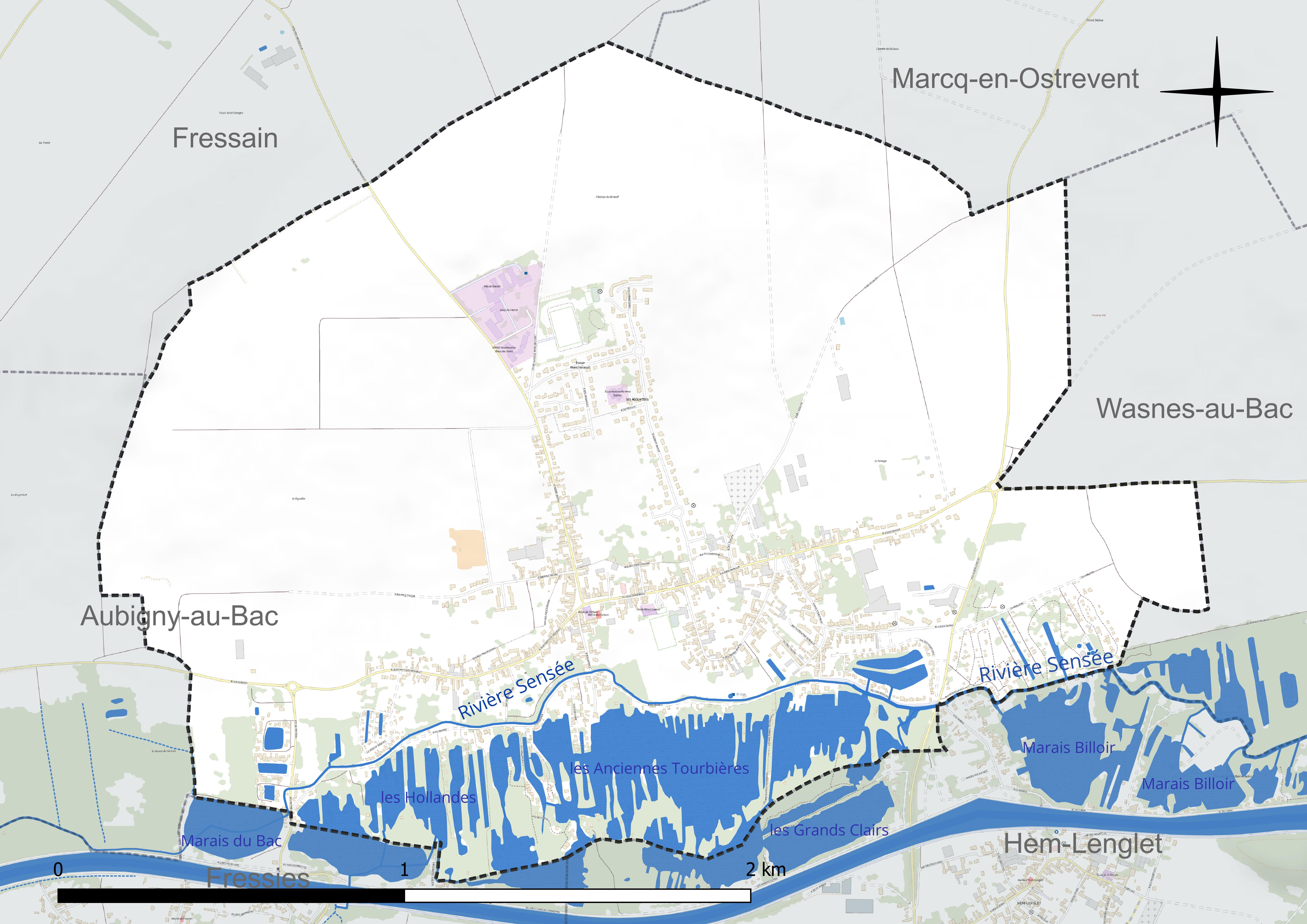
Réseau hydrographique de Féchain.

#### Gestion et qualité des eaux
Le territoire communal est couvert par le schéma d'aménagement et de gestion des eaux (SAGE) « Sensée ». Ce document de planification concerne un territoire de 857 km2 de superficie, délimité par le bassin versant de la Sensée. Le périmètre a été arrêté le 14 janvier 2023 et le SAGE proprement dit a été approuvé le 21 février 2020. La structure porteuse de l'élaboration et de la mise en œuvre est le syndicat mixte Escaut et Affluents (SyMEA).
La qualité des cours d'eau peut être consultée sur un site dédié géré par les agences de l'eau et l'Agence française pour la biodiversité.

### Climat
Pour des articles plus généraux, voir Climat des Hauts-de-France et Climat du Nord.
En 2010, le climat de la commune est de type climat océanique dégradé des plaines du Centre et du Nord, selon une étude du CNRS s'appuyant sur une série de données couvrant la période 1971-2000. En 2020, Météo-France publie une typologie des climats de la France métropolitaine dans laquelle la commune est exposée à un climat océanique et est dans la région climatique Nord-est du bassin Parisien, caractérisée par un ensoleillement médiocre, une pluviométrie moyenne régulièrement répartie au cours de l'année et un hiver froid (3 °C).
Pour la période 1971-2000, la température annuelle moyenne est de 10,5 °C, avec une amplitude thermique annuelle de 14,8 °C. Le cumul annuel moyen de précipitations est de 695 mm, avec 12,8 jours de précipitations en janvier et 9,1 jours en juillet. Pour la période 1991-2020, la température moyenne annuelle observée sur la station météorologique la plus proche, située sur la commune de Douai à 15 km à vol d'oiseau, est de 11,0 °C et le cumul annuel moyen de précipitations est de 729,2 mm,. Pour l'avenir, les paramètres climatiques de la commune estimés pour 2050 selon différents scénarios d'émission de gaz à effet de serre sont consultables sur un site dédié publié par Météo-France en novembre 2022.

## Urbanisme

### Typologie
Au 1er janvier 2024, Féchain est catégorisée bourg rural, selon la nouvelle grille communale de densité à sept niveaux définie par l'Insee en 2022.
Elle appartient à l'unité urbaine de Féchain, une agglomération intra-départementale regroupant trois  communes, dont elle est ville-centre,,. Par ailleurs la commune fait partie de l'aire d'attraction de Douai, dont elle est une commune de la couronne,. Cette aire, qui regroupe 61 communes, est catégorisée dans les aires de 50 000 à moins de 200 000 habitants,.

### Occupation des sols
L'occupation des sols de la commune, telle qu'elle ressort de la base de données européenne d'occupation biophysique des sols Corine Land Cover (CLC), est marquée par l'importance des territoires agricoles (60,7 % en 2018), en diminution par rapport à 1990 (62,3 %). La répartition détaillée en 2018 est la suivante : 
terres arables (60,7 %), zones urbanisées (24,9 %), eaux continentales (11,1 %), espaces verts artificialisés, non agricoles (3,2 %). L'évolution de l'occupation des sols de la commune et de ses infrastructures peut être observée sur les différentes représentations cartographiques du territoire : la carte de Cassini (XVIIIe siècle), la carte d'état-major (1820-1866) et les cartes ou photos aériennes de l'IGN pour la période actuelle (1950 à aujourd'hui).

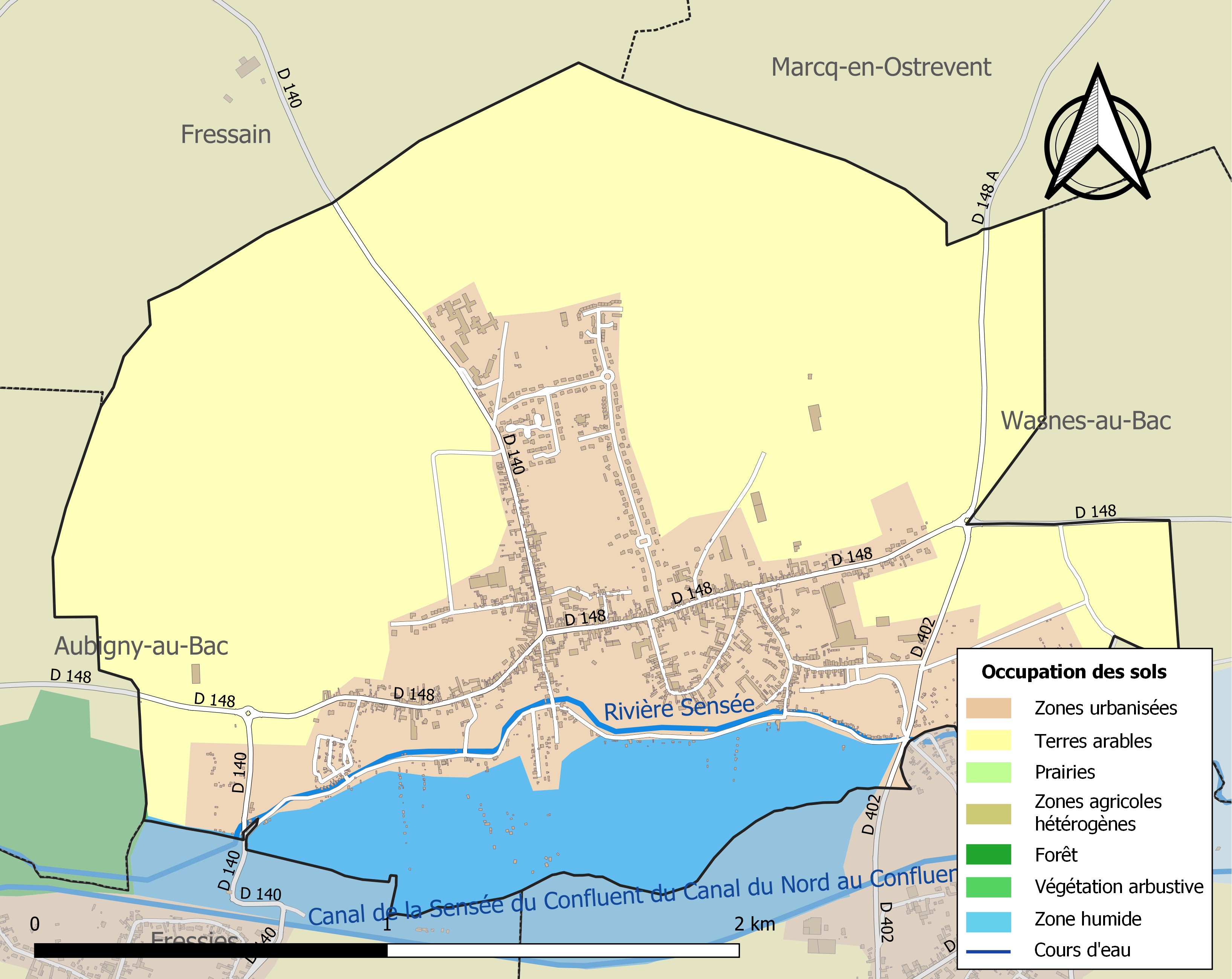
Carte des infrastructures et de l'occupation des sols de la commune en 2018 (CLC).

### Voies de communication et transports
La commune est desservie par les lignes 20 et 119 du réseau urbain Évéole ainsi que par la ligne 828 du réseau interurbain Arc-en-Ciel 3.

## Histoire

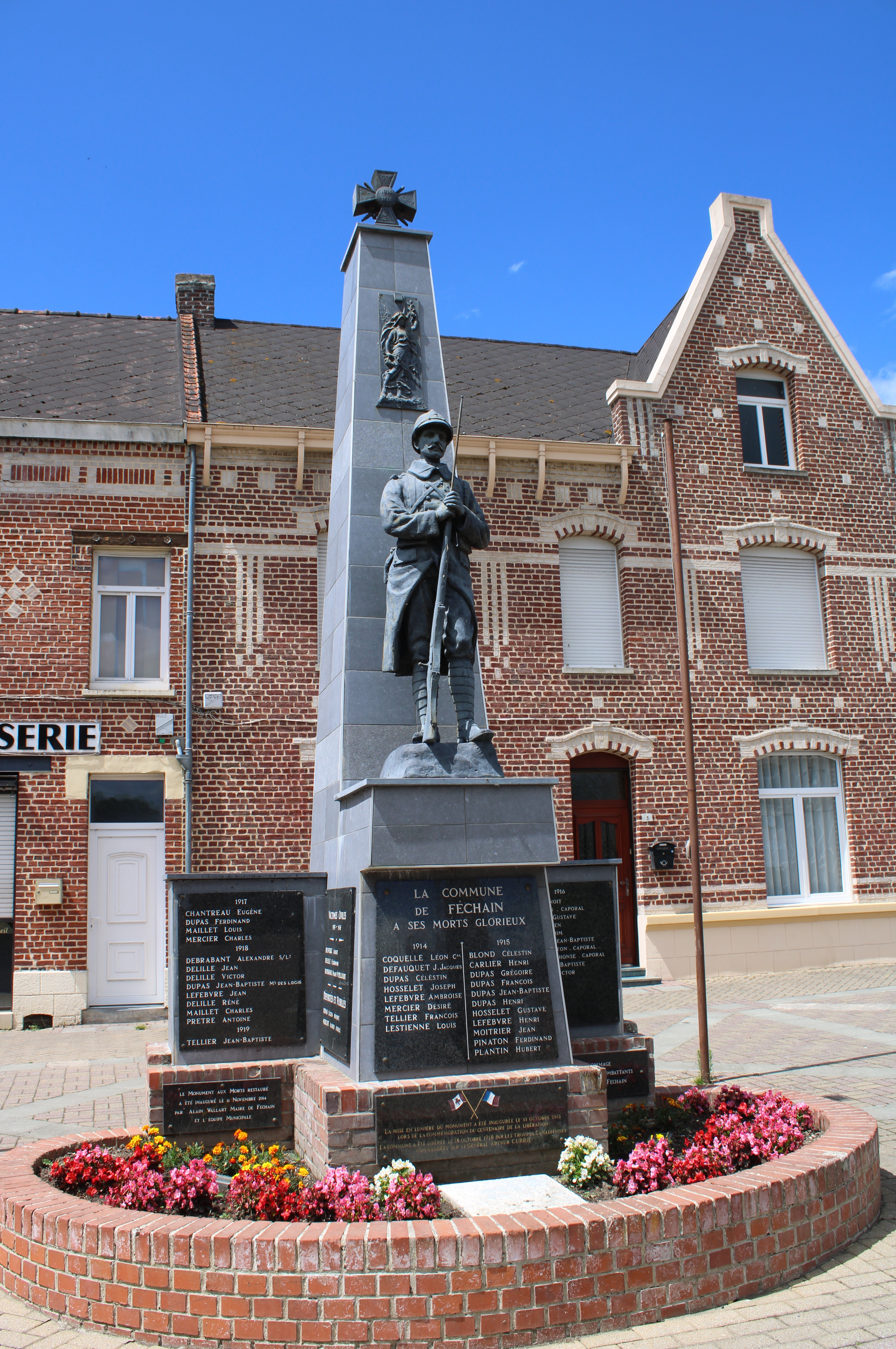
Le monument aux morts.

C'est sur un territoire bordé au nord par une colline crayeuse relativement élevée, et au sud par la zone humide formée par la Sensée et ses étangs que les premiers habitants de Féchain trouvèrent tout ce qu'il leur était nécessaire pour s'installer : de l'eau, du bois, du gibier, du poisson, et des silex indispensables à la confection des outils.
Des générations se sont succédé sur le territoire du XLe au VIIe siècle av. J.-C. (fin de l'âge du bronze). Elles y ont laissé plusieurs mégalithes, malheureusement détruits lors de la Première Guerre mondiale. Des traces subsistent néanmoins avec notamment le polissoir, découvert en 1968.
Voilà probablement pourquoi Féchain s'appelait autrefois Felshen (nom d'origine germanique signifiant la pierre).
De petites fermes gauloises furent érigées à Féchain lors du second âge du fer (entre le XVIe et le IXe siècle av. J.-C.). Plusieurs tombeaux gaulois atrébates datant du Haut-Empire romain (entre le Ier et le IIIe siècle) ont également été découverts sur le territoire.
De 400 à l'an mil, les rois francs mérovingiens, puis carolingiens administrent leur royaume en le divisant en comtés.
La rive gauche de la Sensée fait alors partie du comté d'Ostrevant. La rive sud est répartie entre le comté d'Artois et le comté du Cambrésis.
De 879 à 884, les Vikings pillent la région. Ils reviendront régulièrement jusqu'à la fin du IXe siècle.
En 881, ils incendient Cambrai, Arras et tous les monastères de la Scarpe. Louis III, tente en vain de les arrêter en fortifiant le site de l'ancienne forteresse gauloise d'Etrun-Paillencourt.
Au XIIe siècle, le territoire de Féchain est très morcelé. Ainsi, quatre maisons fortes sont le siège de seigneuries éclissées d'ensembles anciens plus vastes. En outre, la seigneurie de Féchain possède un château qui se trouve au centre du village. Son existence est attestée au XVIIe siècle (notamment dans une gouache des albums de Croÿ), mais il disparait totalement vers 1845. Féchain est alors divisée en plusieurs fiefs relevant de juridictions différentes : le comté de Hainaut et le comté d'Artois et l'évêché de Cambrai.
Sur le plan religieux, Féchain, qui sera par la suite érigée en paroisse indépendante, n'est en 1128 qu'une dépendance de Fressain.
C'est à cette époque que la première mention du village apparait dans les textes, dès 1154, dans le cartulaire de l'abbaye de Vicoigne, sous la forme Fechen. D'autres appellations apparaissent dans les siècles suivants: Fecen (en 1161, dans des titres de l'abbaye Saint-Aubert de Cambrai), Fechaing, Feschen ou encore Fecaing.
En 1200, les Anglais détruisent la ville.
En 1230, Hugues de Waziers, seigneur de Féchain, prend le nom de sa terre et se fait appeler Hugo de Fécang.
Les guerres des XVe et XVIe siècles ruinent à leur tour toute la région.
En 1521, François Ier dévaste Bouchain et ses environs.
En 1629, Féchain est administré par Maximilien de Sainte-Aldegonde, gouverneur de Bouchain.
De 1659 à 1748, Antoine Hyacinthe de Blondel Drouhot est le seigneur de Féchain et du Barlet et ses armes, armorial de sable à la bande d'or, sont toujours celles de la commune.
En 1705, la ville est détruite par un ouragan.
Le fils d'Antoine, Louis Hyacinthe de Blondel, baron de Drouhot et seigneur de Féchain s'exile à Tournai lors de la Révolution française.
Au printemps 1834 Féchain connait une épidémie de choléra.
Dans la nuit du 24 juin au 25 juin 1900, l'église Saint-Vaast est atteinte par la foudre et, malgré les efforts des paroissiens, brûle entièrement.
Les conséquences de la Première Guerre mondiale sont encore plus graves puisque la commune est détruite à 80 %, ce qui lui vaut d'être décorée de la croix de guerre 1914-1918 avec citation à l'ordre de l'armée.

### Cartes postales anciennes
|  |  |  |  |

## Politique et administration

### Tendances politiques et résultats
Lors du premier tour des élections municipales le 15 mars 2020, dix-neuf sièges sont à pourvoir ; on dénombre 1 219 inscrits, dont 642 votants (52,67 %), 2 votes blancs (0,31 %) et 619 suffrages exprimés (98,42 %). La liste Une équipe solide pour Féchain menée par le maire sortant Alain Wallart recueille 406 voix (65,59 %) et remporte ainsi seize sièges au conseil municipal, contre trois pour la liste Féchain 2020 le renouveau menée par Yves Pétain avec 213 voix (34,41 %),.

### Administration municipale
Le nombre d'habitants au dernier recensement étant compris entre 1 500 et 2 499, le nombre de membres du conseil municipal est de dix-neuf.

### Jumelages
Au 13 juillet 2015, Féchain n'est jumelée avec aucune commune.

## Population et société

### Démographie

#### Évolution démographique
L'évolution du nombre d'habitants est connue à travers les recensements de la population effectués dans la commune depuis 1793. Pour les communes de moins de 10 000 habitants, une enquête de recensement portant sur toute la population est réalisée tous les cinq ans, les populations de référence des années intermédiaires étant quant à elles estimées par interpolation ou extrapolation. Pour la commune, le premier recensement exhaustif entrant dans le cadre du nouveau dispositif a été réalisé en 2005.

En 2022, la commune comptait 1 654 habitants, en évolution de −5,27 % par rapport à 2016 (Nord : +0,51 %, France hors Mayotte : +2,11 %).
| 1793 | 1800 | 1806 | 1821  | 1831  | 1836  | 1841  | 1846  | 1851  |
| ---- | ---- | ---- | ----- | ----- | ----- | ----- | ----- | ----- |
| 785  | 844  | 928  | 1 057 | 1 110 | 1 155 | 1 126 | 1 138 | 1 147 |

| 1856  | 1861  | 1866  | 1872  | 1876  | 1881  | 1886  | 1891  | 1896  |
| ----- | ----- | ----- | ----- | ----- | ----- | ----- | ----- | ----- |
| 1 155 | 1 219 | 1 275 | 1 336 | 1 380 | 1 372 | 1 373 | 1 378 | 1 328 |

| 1901  | 1906  | 1911  | 1921  | 1926  | 1931  | 1936  | 1946  | 1954  |
| ----- | ----- | ----- | ----- | ----- | ----- | ----- | ----- | ----- |
| 1 282 | 1 260 | 1 292 | 1 180 | 1 278 | 1 300 | 1 293 | 1 289 | 1 295 |

| 1962  | 1968  | 1975  | 1982  | 1990  | 1999  | 2005  | 2006  | 2010  |
| ----- | ----- | ----- | ----- | ----- | ----- | ----- | ----- | ----- |
| 1 402 | 1 419 | 1 515 | 1 842 | 1 762 | 1 871 | 1 843 | 1 836 | 1 849 |

| 2015  | 2020  | 2022  | - | - | - | - | - | - |
| ----- | ----- | ----- | - | - | - | - | - | - |
| 1 758 | 1 675 | 1 654 | - | - | - | - | - | - |

#### Pyramide des âges
La population de la commune est relativement âgée.
En 2018, le taux de personnes d'un âge inférieur à 30 ans s'élève à 28,8 %, soit en dessous de la moyenne départementale (39,5 %). À l'inverse, le taux de personnes d'âge supérieur à 60 ans est de 35,0 % la même année, alors qu'il est de 22,5 % au niveau départemental.
En 2018, la commune comptait 805 hommes pour 917 femmes, soit un taux de 53,25 % de femmes, légèrement supérieur au taux départemental (51,77 %).
Les pyramides des âges de la commune et du département s'établissent comme suit.
| Hommes | Classe d’âge | Femmes |
| ------ | ------------ | ------ |
| 1,6    | 90 ou +      | 3,9    |
| 8,2    | 75-89 ans    | 13,5   |
| 19,6   | 60-74 ans    | 22,5   |
| 23,4   | 45-59 ans    | 19,6   |
| 15,1   | 30-44 ans    | 14,6   |
| 16,3   | 15-29 ans    | 12,0   |
| 15,8   | 0-14 ans     | 14,0   |

| Hommes | Classe d’âge | Femmes |
| ------ | ------------ | ------ |
| 0,5    | 90 ou +      | 1,4    |
| 5,3    | 75-89 ans    | 8,1    |
| 14,8   | 60-74 ans    | 16,2   |
| 19,1   | 45-59 ans    | 18,4   |
| 19,5   | 30-44 ans    | 18,7   |
| 20,7   | 15-29 ans    | 19,1   |
| 20,2   | 0-14 ans     | 18     |

### Manifestations culturelles et festivités
Dès le XIXe siècle, on trouve trace de plusieurs ducasses à Féchain : l'une le premier dimanche qui suit le 8 septembre, une autre le premier dimanche du mois d'octobre.
En 1898, la ducasse d'octobre est déplacée au premier dimanche du mois d'avril, puis à Pâques.
À partir de 1907, dernier changement, la ducasse se déroule désormais le troisième dimanche de mai.
Le 17 août 1985, la commune de Féchain organise sa première foire à l'oignon. Plus de 30 000 personnes découvrent alors cette nouvelle foire et dégustent la fameuse soupe à l'oignon. Depuis, la tradition perdure chaque année.

## Culture locale et patrimoine

### Lieux et monuments

#### Le polissoir

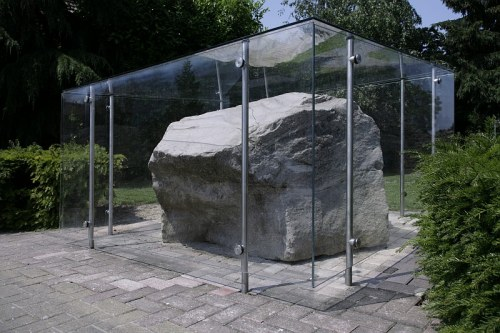
Le polissoir.

En 1968, un polissoir est découvert à Aubencheul-au-Bac lors des travaux d'élargissement de la rive droite de la Sensée. Le mégalithe est alors déplacé à Féchain au niveau de l'église Saint-Vaast.
Il est daté de la période néolithique (entre le LXe et le XXXe siècle av. J.-C.).
Il s'agit d'un monolithe dont la partie supérieure est creusée de cuvettes et de rainures. Il était utilisé pour le polissage des haches en silex. Les cuvettes sont formées par le polissage de la face des haches et les rainures par les tranchants.
Le polissoir, le plus grand de la région, est inscrit à l'inventaire supplémentaire des monuments historiques depuis le 4 juin 1980.
Ce grès qui pèse environ 7 tonnes, est haut de 1,10 m. Il faisait partie d'un bloc plus important de 2,00 m de large sur 4,00 m de long.

#### La pierre au beurre
Trois mégalithes furent recensés sur le territoire de Féchain. Ils furent détruits lors de la Première Guerre mondiale.
Entre Féchain et Aubigny-au-Bac, au bord d'un ancien chemin qui rejoignait Cambrai à Valenciennes, planté dans le bois de nui devant la chapelle Sainte-Anne, un mégalithe ressemblant à une aiguille de grès de 2,50 m environ était appelé la pierre au beurre.
Un tableau de Charles Bigarne, réalisé en 1868, représente la chapelle Sainte-Anne au pied de deux grands arbres parmi lesquels un tilleul dont le tronc atteignait 6 mètres de diamètre. Au premier plan de la toile se dresse la pierre au beurre. Sa forme effilée et la régularité de ses faces font plus penser à une borne qu'à un menhir.
Cette pierre levée, dont l'origine était perdue, a alimenté l'imagination populaire. La légende raconte qu'en approchant l'oreille, on entendait clairement le bruit de la vieille battant son beurre. On l'appelait aussi la pierre tonnante et depuis sa disparition, c'est la chapelle Saint-Anne qui, selon la croyance populaire, a hérité du pouvoir d'éloigner l'orage de Féchain.
À quelques dizaines de mètres de là, un second mégalithe plus petit a également été détruit au cours de la Première Guerre mondiale.
Un troisième mégalithe, dressée à 200 m au nord du cimetière, a subi le même sort.

#### L'église Saint-Vaast

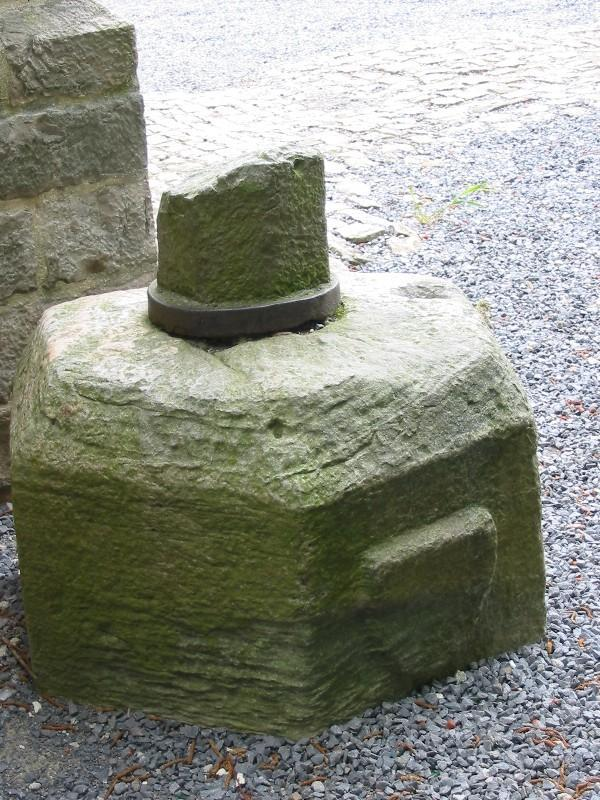
Pilier de l'ancienne église.

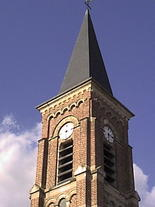
L'église Saint-Vaast.

Dédiée à saint Vaast, la première église de Féchain datait du XIIIe siècle.
Orientée est-ouest, elle reposait sur des murailles basses et épaisses, en briques ordinaires, sur six larges piliers dont la base seule était en pierre (le chœur, en hémicycle, était moins élevé que la nef principale). D'un côté se trouvait une petite sacristie; de l'autre, la chapelle dite « du château. » Opposée au chœur, s'élevait une tour carrée qui mesurait 25 mètres environ et était surmontée d'une flèche. Le plafond de la nef était un lambris en forme de berceau ogival.
L'église fut totalement détruite lors d'un incendie provoqué par la foudre dans la nuit du 24 juin au 25 juin 1900.
C'est en 1902 que la construction de l'église actuelle est entreprise. Elle fut bénie le 28 août 1904. Elle développe une architecture simple de style néo-roman sur un plan à trois nefs.

#### La chapelle Saint-Roch

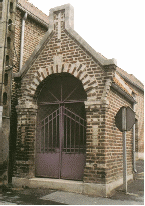
La chapelle Saint-Roch.

Cette chapelle communale est implantée au croisement de la rue Alfred-Merliot et de la rue de l'Égalité.
Un plan de Féchain de 1690 prouve la présence à cet endroit d'une chapelle Saint-Roch; existence confirmée au XVIIIe siècle par deux autres plans : elle était bâtie à l'extrémité de la seigneurie de Féchain. Cette construction a dû disparaitre à la Révolution française, car elle ne figure plus sur le cadastre de 1812, mais son souvenir reste présent dans les mémoires puisque la rue de l'Égalité qui la longeait du côté de sa façade s'appelait alors rue de la Chapelle-Saint-Roch. En 1865, le plan cadastral nous la signale reconstruite au même emplacement à la croisée des deux rues; elle a sans doute été réédifiée au milieu du XIXe siècle lors d'une épidémie de choléra. Endommagée lors de la Première Guerre mondiale, elle sera rebâtie entre 1924 et 1925, en même temps que la chapelle de l'Érmitage avec laquelle elle a des liens de parenté évidents: mêmes matériaux employés, traitement ornemental identique; ce sont deux constructions jumelles, conçues et réalisées par les mêmes personnes.

#### La chapelle Sainte-Anne ou chapelle de l'Ermitage

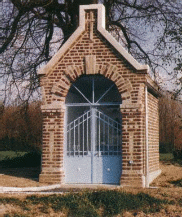
La chapelle Sainte-Anne.

Implantée sur le territoire de la commune de Féchain aux confins d'Aubigny-au-Bac, en bordure de la route départementale 148 reliant ces deux localités, cette chapelle communale est isolée à proximité des marais. Deux grands tilleuls, à l'arrière de l'édifice, constituent le décor végétal qui ajoute encore au caractère champêtre du site.
L'absence de preuves écrites réduit aux conjectures la probable antiquité de cette fondation. Elle est connue localement sous le vocable de chapelle de l'Ermitage, du nom d'un lieu-dit qui conserve le souvenir d'anachorètes ayant vécu dans les parages à une époque reculée.
Autrefois, elle était dédiée à Notre-Dame des Fontaines ce qui tendrait à démontrer qu'une source  existait à cet endroit. Or on sait que l'Église a christianisé certaines sources notamment quand un ermite vivait à proximité. C'est au XVIIe ou au XVIIIe siècle que l'ancien vocable a été abandonné et que la chapelle a été placée sous le patronage de sainte Anne.
Détruit pendant la Première Guerre mondiale, l'édifice a été reconstruit entre 1924 et 1925.

#### La chapelle Sainte-Marie ou  chapelle de la Vierge

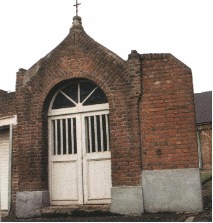
La chapelle Sainte-Marie.

Cette chapelle privée est située au centre du village, à proximité de la place, rue Pierre-Bochu, à côté du portail de la ferme Dessery.
Une chapelle dédiée à Notre-Dame-de-Bonsecours existait déjà en 1840, mais elle est tombée en ruines. L'oratoire actuel fut construit en 1850 par François-André Delille, cultivateur à Féchain. À l'origine consacrée à sainte Marie, elle est désormais appelée chapelle de la Vierge.

#### La grotte Notre-Dame de Lourdes

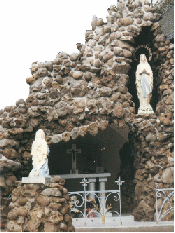
La grotte Notre-Dame de Lourdes

Cette grotte communale est dédiée à Notre-Dame de Lourdes. Elle est accolée au côté gauche du chevet de l'église Saint-Vaast, est située dans un petit square planté d'arbres. La grotte est inaugurée le 2 mai 1954 par l'archevêque de Cambrai.
Construite grâce à la souscription volontaire des paroissiens et au regroupement de blocs de grès donnés par des cultivateurs, elle est unique dans sa structure de pierres naturelles. Elle a une hauteur de 5,50 m et une longueur de 12,00 m.
On ne célèbre plus de messe à la grotte pour l'Assomption; en revanche, pendant tout le mois de mai, on y récite encore le chapelet chaque jeudi soir entre 18 et 19 heures.

#### Le Fraitmelz
La ferme située dans la rue Jean-Baptiste-Hosselet est une ancienne demeure seigneuriale du XVIIIe siècle : la maison forte du Fraitmelz.
D'après la date gravée sur l'une des pierres du pigeonnier, les bâtiments ont été reconstruits ou restaurés en 1739. La maison forte était autrefois entourée de fossés de cinq à six mètres de large, qui ont subsisté jusqu'en 1914. À l'origine, la ferme comportait deux bâtiments identiques construits de chaque côté du porche. Aujourd'hui, seuls l'entrée et le corps de logis ouest subsistent. Ce logis est bâti de plain pied sur un soubassement en grès. L'épaisseur des murs visible au niveau des fenêtres atteste l'ancienneté de la bâtisse.
Symbole de privilège seigneurial, la présence d'un colombier au centre de la propriété laisse penser que cette ferme a peut-être appartenu à une abbaye ou à une famille noble. Ce colombier privé est visible de la rue.

### Andy, le géant en fauteuil roulant
Dans la continuité de la tradition et à l'occasion de la proclamation de 2003, année européenne des personnes handicapées, un nouveau géant est né : Andy.
Andy fait partie des géants traditionnels. C'est aussi le premier géant handicapé d'Europe en fauteuil. Il symbolise l'intégration du handicap dans le monde moderne. Il pèse 75 kg et mesure 2,70 m.
Andy a été baptisé à Arleux le 25 septembre 2004. La marquise de Trainel est sa marraine et Ignace de Fressain son parrain.

### Personnalités liées à la commune

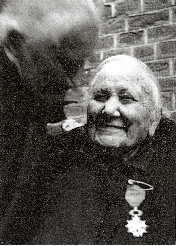
Irma Sablon.

- Maximilien de Sainte-Aldegonde (1586-1635), gouverneur de Bouchain, chevalier de l'ordre de la Toison d'or, administre Féchain en 1629. Il meurt le 13 mars 1635 à Saint-Omer.
- Auguste le Clément de Taintignies (1779-1818) est né à Féchain le 14 juillet 1779. Ancien adjoint au maire de Tournai, il devient le maire d'Ere-lez-Tournai. Auguste le Clément de Taintignies meurt le 19 mars 1818 à Tournai.
- Louis le Clément de Taintignies (1789-1834) est né à Féchain le 5 août 1789. Page à la cour de France puis lieutenant dans le Ier de hussards, et enfin chef d'escadron dans leXIIIe, officier d'ordonnance de Napoléon, chevalier de la Légion d'honneur, Louis le Clément de Taintignies meurt le 24 avril 1834 à Tournai.
- Irma Sablon (1842-1949) est née à Bermerain le 15 avril 1842. Elle passe 85 ans à Féchain, au 40, de la rue Jean-Baptiste-Hosselet. Nommée le 1er octobre 1864, elle occupe durant 37 ans le poste d'enseignante. Elle prend la direction de l'école de Féchain en 1872. À 107 ans, Irma Sablon est élevée au rang de chevalier de la Légion d'honneur et d'officier de l'instruction publique et devint la doyenne des Français. Elle meurt le 20 décembre 1949 à l'âge de 108 ans. L'école maternelle du village, inaugurée le 9 mai 1982, lui rend hommage en portant son nom.
- Ernest Cavro (1880-1972), neveu d'Irma Sablon, entomologiste. Retraité, il s'installe à Féchain, rue Jean-Baptiste-Hosselet.

### Folklore
Féchain a pour géants Andy et Madame Irma.

### Héraldique
|  | Les armes de Féchain se blasonnent ainsi : « De sable à la bande d'or. » |

## Pour approfondir